# Дорогий баскетбол
«Дорогий баскетбол» — американський анімаційний фільм 2017 року, написаний і озвучений Кобі Браянтом, режисером і аніматором фільму став Глен Кін, а музику до нього створив Джон Вільямс. Фільм заснований на листі Браянта в газету The Players' Tribune від 29 листопада 2015 року, в якому він оголосив про завершення своєї баскетбольної кар'єри.
Короткометражний фільм поширювався онлайн через платформу go90. Мультфільм, названий на честь листа Кобі про відхід від професійного спорту, був створений у партнерстві між власною студією Браянта — Granity Studios і Believe Entertainment Group. Короткометражний фільм отримав премію «Оскар» за найкращий короткометражний анімаційний фільм на 90-й церемонії вручення премії «Оскар», що зробило Кобі Браянта першим професійним спортсменом, який отримав «Оскара», а також, Кін, ветеран анімації Disney, вперше отримав «Оскара».

## Процес створення
Кін експериментував із новими техніками, такими як анімація поту. Поверх малюнка він поклав окремий аркуш, на який додав м'який шар графіту. Фотографуючи кадри з кінострічки на свій iPhone і переводячи фото у негатив, де біле ставало чорним і навпаки, він добився такого ефекту, що виглядало, ніби піт тече по обличчю. Потім було використано стиральна гумка для зображення відблисків та шкіри під відблисками.

## Сюжет
Напередодні завершення кар'єри в Національній баскетбольній асоціації (НБА) Кобі Браянт описує свою любов до гри, яка з'явилася, коли він був ще дитиною. Фільм починається з того, що Кобі виконує данк, коли ігровий годинник добігає кінця, і виграє гру для «Лос-Анджелес Лейкерс». Він починає зі слів «Дорогий баскетбол» і згадує своє дитинство, коли катаючи батькові шкарпетки в умовний м'яч та кидаючи уявні переможні кидки на Great Western Forum, закохався в цей вид спорту. Любов Кобі до баскетболу змусила його віддати все, що він мав, включаючи свій розум, тіло, дух та душу, щоб показати, наскільки він закоханий у нього. Далі Кобі пояснює, що, бувши 6-річним хлопчиком, «Ніколи не бачив кінця тунелю, я бачив лише те, що вибігав з нього». Саме через це він завжди віддавав грі все, ніколи не сповільнюючи темпу. Кажучи: «І тому я біг. Я бігав по корту у всіх напрямках. За кожним м'ячем, що міг схопити. Ти просив, щоб я біг. Я віддав тобі своє серце, тому що ти дав мені набагато більше». Потім Кобі каже: «Я грав через піт і біль не тому, що мене кликали нові звершення, а тому, що мене покликав ТИ». Таким чином він заявляє, що саме баскетбол визначив його долю в «Лейкерс». Потім Кобі пояснює, що через травму ахіллового сухожилля в 2013 році у нього залишився лише один сезон НБА, який він міг присвятити баскетболу. Кобі каже: «Моє серце витримує стукіт, мій розум може впоратися з жахом, але моє тіло знає, що настав час попрощатися». Пізніше з важким серцем Кобі змирився і прийшов до такого факту: Він готовий відпустити баскетбол. Потім Кобі каже баскетболу, що він попереджає його заздалегідь, щоб вони могли якнайкраще використати ту дорогоцінну кількість часу, який у них залишився, сказавши: «Ми віддали один одному усе, що ми маємо». Кобі закінчує фільм словами: «Незалежно від того, що я робитиму далі, я завжди буду тією дитиною зі згорнутими шкарпетками та сміттєвим баком у кутку. П'ять секунд на годиннику. М'яч у моїх руках», і знов зображує один з власних фірмових переможних кидків під фінальну сирену матчу. Останні слова Кобі баскетболу звучать так: «Люблю тебе завжди. Кобі».

## Прийом в суспільстві
Станом на червень 2020, «Дорогий Баскетбол» має 69 % позитивних відзнак глядачів на сайті Rotten Tomatoes, що грунтуються на 13 рецензіях із середньою оцінкою 6.6 з 10.

## Подяки
| Нагорода              | Дата церемонії      | Категорія                                    | Результат |
| --------------------- | ------------------- | -------------------------------------------- | --------- |
| Нагороди Академії     | 4 березня 2018 року | Найкращий короткометражний анімаційний фільм | Перемога  |
| Премія Енні           | 3 лютого 2018 року  | Кращий анімаційний короткометражний сюжет    | Перемога  |
| Спортивна премія Еммі | 9 травня 2018 року  | Видатний графічний дизайн після виробництва  | Перемога  |

Короткометражний фільм увійшов до світового туру The Animation Showcase у 2018 році.
«Дорогий Баскетбол» отримав нагороду за найкращу традиційну анімацію та спеціальну нагороду журі на Міжнародному кінофестивалі World Animation Celebration у 2017 році, що проводився Sony Pictures Animation. Його показали в Epcot у Walt Disney World у березні 2017 року.

## Список джерел
- Офіційний сайт Believe Entertainment Group
- Дорогий баскетбол на сайті IMDb (англ.)
- Дорогий баскетбол на сайті Big Cartoon DataBase (англ.)